# Iredell County
Iredell County er et county i den centrale/vestlige del af North Carolina i USA. Iredell County er centrum fror NASCAR sporten, og mange kendte kørere bor i området. Administrativt centrum i Iredell County er Statesville.
De nordlige dele af Iredell County er landlige, mens de sydlige dele bliver mere og mere bymæssige, efterhånden som flere og flere flytter fra Charlotte til områder længere væk fra byen.
Iredell County er et transportknudepunkt. I-77 og I-40 mødes lige nord for Statesville og Iredell Countys motto er da også "Crossroads for the future" . Landbrug er stadig en væsentlig indkomstkilde for mange beboere i Iredell County. Mejeribrug har været og er særligt populær både i den nordlige og den sydlige del af Iredell County, men den stigende befolkningstilvækst i den sydlige del af Iredell County har betydet at mange landbrug er blevet nedlagt.

## Historie
Iredell County blev oprettet i 1788, da det blev udkilt fra Rowan County. Det fik navn efter James Iredell, én af fortalerne for koloniernes løsrivelse fra England. Iredell blev udnævnt til dommer ved USA's Højesteret i 1790 af George Washington. I 1847 blev dele af Iredell County lagt sammen med dele af Caldwell County og Wilkes County, da Alexander County blev oprettet.

## Geografi
Iredell County har et samlet areal på 1.546 km² (lidt større end Lolland). 56 km² er vand, mens resten er land. 
Iredell County ligger indenfor det det såkaldte Piedmont område i det centrale North Carolina. I den nordvestlige del af Iredell County ligger Brushy Mountains, en stærkt eroderet udløber af Blue Ridge Mountains. Her ligger Iredell Countys højeste punkt, Fox Mountain, der er 537 meter højt. Selv om bjergene, "The Brushies", som de bliver kaldt, ikke er specielt høje, virker de højere på grund af det meget flade landskab, de ligger i. Resten af Iredell County er forholdsvis flad, med mindre bakker, gennembrug af floder og bække. Iredell Countys største flod er Catawba River, opkaldt efter den indianerstamme, der boede i området, da de første hvide kom dertil omkring 1750. I den sydlige del af Iredell County ligger Lake Norman, der med sine 129 km² er North Carolinas største kunstige sø. 
Iredell er et af North Carolinas længste counties med en udstrækning på næsten 80 kilometer fra nord til syd. Den nordlige tredjedel af Iredell County er landligt, og her findes ingen større byer. Befolkningstætheden i denne del af Iredell County er meget lav, og i modsætning til det meste af resten af North Carolina, er hastighedsgrænsen på motorveje her 70 miles (112 km/t), hvor den i resten af delstaten, bortset fra andre udvalgte steder, kun er 65 miles (104 km/t). 

### Byområder
Iredell County er opdelt i i 16 bydistrikter (kommuner) (se kortet): Barringer, Bethany, Chambersburg, Concord, Coddle Creek, Cool Springs, Davidson, Eagle Mills, Fallstown, New Hope, Olin, Sharpesburg, Shiloh, Statesville, Turnersburg og Union Grove.

### Tilgrænsende counties
Iredell County grænser op til
- Yadkin County mod nord-nordøst
- Davie County mod øst-nordøst
- Rowan County mod øst
- Cabarrus County mod syd-sydøst
- Mecklenburg County mod syd
- Lincoln County mod syd-sydvest
- Catawba County mod sydvest
- Alexander County mod vest-nordvest
- Wilkes County mod nord-nordvest.

### Byer og bymæssige bebyggelser
- Harmony (525 indb.)
- Moooresville (18.823 indb.)
- Statesville (23.320 indb.)
- Troutman (1.592 indb.)
- Union Groeve (2.069 indb.)

## Befolkning
Ved folketællingen i 2000 var der 122.660 indbyggere i Iredell County. Befolkningstætheden var 82 pr. km². 82 % af indbyggerne var hvide og 13 % var af afrikansk oprindelse. 
De 122.000 indbyggere var fordelt på 47.360 husholdninger, hvoraf en tredjedel omfattede børn under 18 år. 25 % af befolkningen var under 18 år, og 12,5 % var over 65. For hver 100 kvinder over 18, var der 93 mænd.
Gennemsnitsindkomsten for en husstand var 41.929, mens den for en familie var 49.078. Ca. 7 % af befolkningen levede under den officielle fattigdomsgrænse.

## Eksterne links
- Iredell County, officiel hjemmeside Arkiveret 2. august 2009 hos  Wayback Machine

35°49′N 80°52′V / 35.81°N 80.87°V